# Caye Southwest
La caye Southwest (en anglais : Southwest Cay, en tagalog : Pugad, en chinois simplifié : 南子岛; en pinyin : Nanzi Dao; en vietnamien : Đảo Song Tử Tây) est une île habitée de l'archipel de Spratleys, dont elle est la sixième île la plus étendue, avec 12 hectares. Elle est occupée par le Viêt Nam et revendiqué par la république populaire de Chine, la république de Chine (Taïwan) et les Philippines.